# Święte (gromada w powiecie stargardzkim)
Święte – dawna gromada, czyli najmniejsza jednostka podziału terytorialnego Polskiej Rzeczypospolitej Ludowej w latach 1954–1972.
Gromady, z gromadzkimi radami narodowymi (GRN) jako organami władzy najniższego stopnia na wsi, funkcjonowały od reformy reorganizującej administrację wiejską przeprowadzonej jesienią 1954 do momentu ich zniesienia z dniem 1 stycznia 1973, tym samym wypierając organizację gminną w latach 1954–1972.
Gromadę Święte z siedzibą GRN w Świętem utworzono – jako jedną z 8759 gromad na obszarze Polski – w powiecie stargardzkim w woj. szczecińskim na mocy uchwały nr V/50/54 WRN w Szczecinie z dnia 5 października 1954. W skład jednostki weszły obszary dotychczasowych gromad Strachocin, Święte i Tychowo oraz miejscowość Krąpiel z dotychczasowej gromady Żukowo ze zniesionej gminy Pęzino w tymże powiecie. Dla gromady ustalono 11 członków gromadzkiej rady narodowej.
1 stycznia 1962 do gromady Święte włączono miejscowość Ulikowo z gromady Pęzino w tymże powiecie, po czym gromadę Święte zniesiono, włączając jej obszar do gromad Pęzino (miejscowości Trawno, Krąpiel, Przerąb, Sułkowo i Bębnikąt) i nowo utworzonej Stargard Szczeciński (miejscowości Tychowo, Święte, Strachocin i Ulikowo) w tymże powiecie.